# Dovima
Dorothy Virginia Margaret Juba (11 de diciembre de 1927 – 3 de mayo de 1990), también conocida como Dorothy Horan o Dovima, fue una modelo estadounidense de los años 1950.
Dovima, de ascendencia irlandesa-polaca, nació en el estado de Virginia y creció en el barrio neoyorquino de Jackson Heights. Hija de Peggy y Stanley Juba, sufrió de fiebre reumática cuando tenía diez años. En aquellos tiempos, inventó una amiga imaginaria llamada «Dovima», palabra creada al tomar las dos primeras letras de sus tres primeros nombres. 

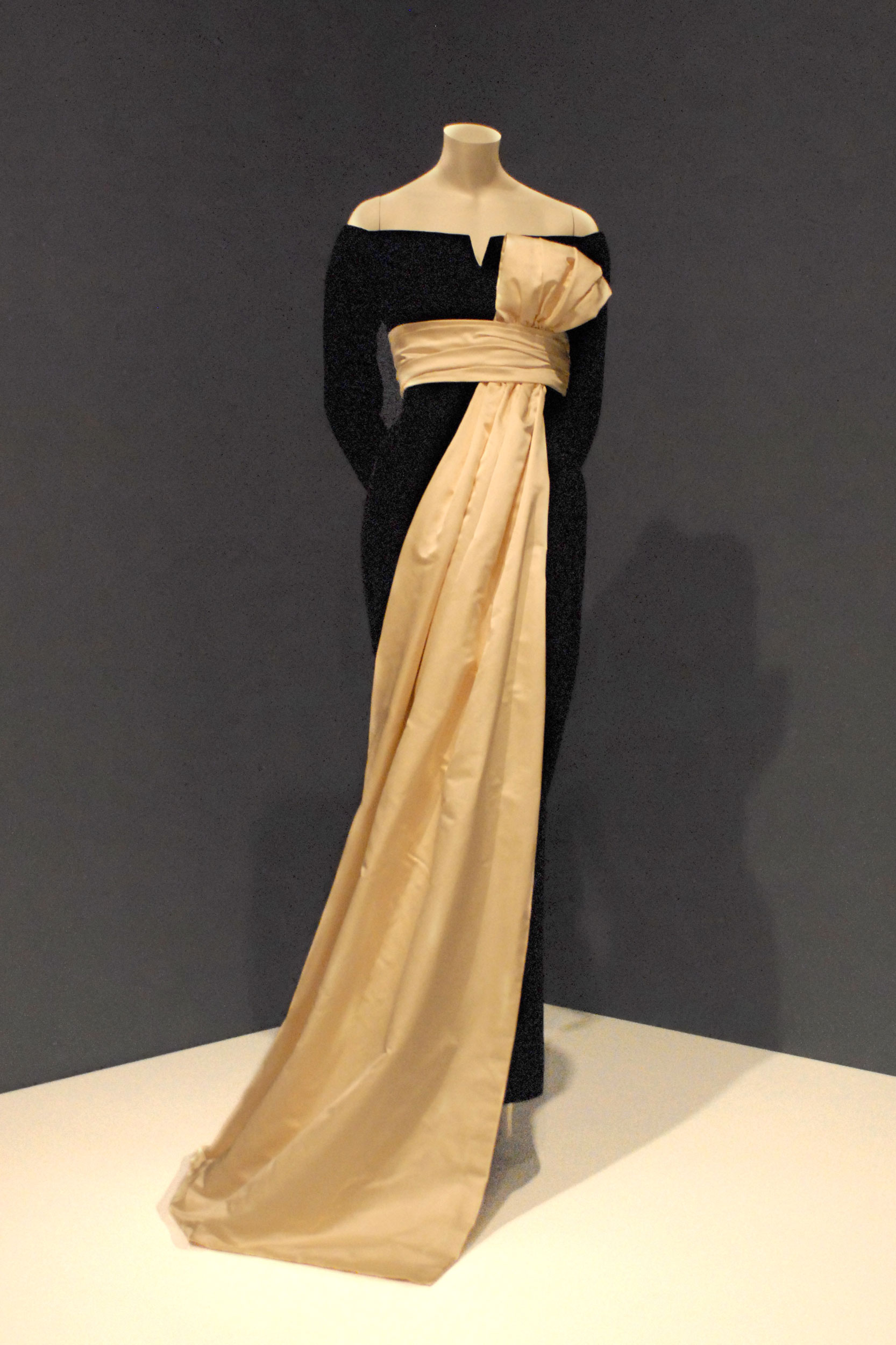
El vestido Dior que Dovima lució en la fotografía Dovima con elefantes de Richard Avedon.

En 1949, fue empleada en una tienda de caramelos. Cuando abandonaba un restaurante automático de Manhattan, un editor contribuyente de la revista Vogue se acercó a ella y le preguntó si alguna vez había trabajado como modelo de fotografía. La invitó a una sesión de fotos y al día siguiente estaba posando frente al destacado fotógrafo Irving Penn. Dovima solía estar con la boca cerrada durante las sesiones, logrando que las fotografías lucieran misteriosas. Incluso, su sonrisa era comparada con la de la Mona Lisa. Luego de un año trabajando en el modelaje, Dovima se convirtió en la maniquí mejor pagada de la agencia Ford Models, cobrando treinta dólares por hora.
Dovima trabajó en los años 1950 con diversos fotógrafos de renombre y apareció en la cubierta de importantes revistas de modas. Tuvo una cercana relación con Richard Avedon, quien la inmortalizó al retratarla entre dos elefantes del Cirque d'hiver en agosto de 1955. El traje negro que usó en aquella fotografía fue el primer vestido de noche que Yves Saint Laurent diseñó para la marca Christian Dior. Algunas copias de la célebre fotografía están ahora en el Museo Metropolitano de Arte y el Museo de Arte Moderno, ambos en Nueva York. El 21 de noviembre de 2010, Dovima con elefantes fue subastada por la casa Christie's, en París, por €841.000, estableciendo un récord en la cantidad de dinero pagada por una obra de Avedon en una subasta.

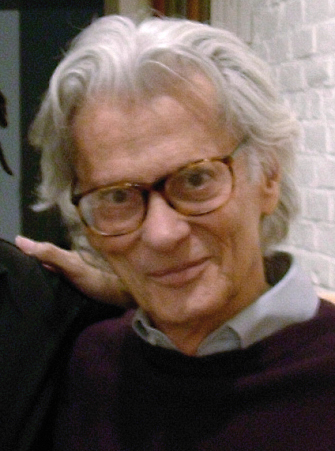
El fotógrafo Richard Avedon.

En 1957, Dovima interpretó a Marion en la película Funny face. El filme, que fue nominado a cuatro premios Óscar en 1958, estaba basado en la vida de Richard Avedon y narraba la historia de un exitoso fotógrafo de modas que intentaba convertir a una vendedora de libros en modelo.
Se divorció de su primer marido, Jack Golden, a fines de 1950. Siete años más tarde, se casó con Allan Murray, con quien tuvo a su hija Allison. El matrimonio terminó en los años 1960 con episodios de violencia. En 1962, con treinta y cinco años de edad, Dovima se retiró del negocio del modelaje. Se mudó a Los Ángeles para comenzar a trabajar como actriz. Perdió la custodia de su hija y su carrera en Hollywood no prosperó. Se ganó la vida desempeñándose en diversos empleos, tales como vendedora de cosméticos, anfitriona de una pizzería y mascota de un equipo de sófbol.
En 1983, se casó con por tercera vez con el barman West Hollingsworth, quien murió de cáncer en 1986. Dovima nunca se recuperó de esta pérdida. Finalmente, falleció de cáncer de hígado el 3 de mayo de 1990, a los sesenta y dos años, en Fort Lauderdale, Florida. Luego de su muerte, Richard Avedon dijo: «Ella fue la última de las bellezas aristocráticas, elegantes... La más notable y original belleza de su época».